# Linea A (metropolitana di New York)
La linea A Eighth Avenue Express è una linea della metropolitana di New York, che collega la città da nord, con capolinea presso la stazione di Inwood-207th Street, a sud-est, attestandosi ai due capolinea di Ozone Park-Lefferts Boulevard e Far Rockaway-Mott Avenue. È indicata con il colore blu vivido poiché la trunk line utilizzata a Manhattan è la linea IND Eighth Avenue ed è utilizzata da circa 600.000 passeggeri al giorno.

## Storia

### 1900-1999
La linea A venne attivata, insieme alla linea AA, il 10 settembre 1932, in contemporanea con l'apertura della linea IND Eighth Avenue. La linea A svolgeva un servizio espresso tra 207th Street e Chambers Street, mentre la linea AA svolgeva un servizio locale tra 168th Street e Hudson Terminal. Inoltre, di notte e domenica, la linea AA effettuava un servizio locale lungo tutto il percorso in sostituzione della linea A, non attiva in quelle fasce orarie.
Il 1º febbraio 1933, la linea A venne estesa verso Jay Street-Borough Hall grazie all'apertura del Cranberry Street Tunnel sotto l'East River; il 20 marzo fu poi prolungata verso Bergen Street e il 7 ottobre verso Church Avenue. Il 9 aprile 1936, con l'apertura della prima sezione della linea IND Fulton Street, la linea A venne prolungata fino a Rockaway Avenue; questo prolungamento fu uno dei punti cardine dello sviluppo di un'importante comunità afroamericana a Bedford-Stuyvesant, infatti la linea A collegava l'area con Harlem, sede della più importante comunità afroamericana di Manhattan, rendendola quindi una valida opportunità residenziale per gli afroamericani della città.
In seguito, il 30 dicembre 1946 e il 28 novembre 1948 la linea fu estesa, rispettivamente, prima a Broadway-East New York e poi a Euclid Avenue. Il 24 ottobre dell'anno seguente, la linea iniziò a svolgere un servizio espresso a Brooklyn fino alla stazione di Broadway-East New York durante le ore di punta; il servizio locale durante le ore di punta fu quindi affidato alla linea E. Successivamente, il 29 aprile 1956, il servizio della linea A durante i giorni feriali fu esteso da Euclid Avenue a Lefferts Boulevard, mentre durante i fine settimana la tratta era servita da una navetta.
Nello stesso anno, il 16 settembre, la linea A venne estesa, attraverso la linea IND Rockaway, a Rockaway Park e Wavecrest, rimpiazzando la linea E. L'8 settembre 1958, il servizio della linea A a Rockaway fu sostituito dalla linea E e, nel settembre 1959, il servizio a Brooklyn divenne nuovamente locale mentre il servizio espresso fu affidato alla linea E. In seguito, il 9 luglio 1967 la linea venne estesa a Far Rockaway in rimpiazzo della navetta HH Rockaway Shuttle.
Il 2 gennaio 1973, la linea A tornò ad effettuare un servizio espresso lungo la linea IND Fulton Street, mentre il servizio locale fu assicurato dalla linea E prima e dalla linea C dopo il 1976. In seguito, il 27 agosto 1977, la linea iniziò a svolgere un servizio locale durante la notte a Manhattan, ovvero quando la linea locale AA non era attiva. L'11 dicembre 1988, la linea A iniziò a svolgere un servizio locale durante i fine settimana tra 145th Street e 168th Street per rimpiazzare la soppressa linea K. Nel 1993, durante la notte, la diramazione verso Lefferts Boulevard iniziò ad essere servita da una navetta, mentre quella verso Far Rockaway dalla linea principale. Successivamente, nel 1998, il servizio durante le ore di punta verso Rockaway Park venne attivato.

### 2000-presente
Il 23 gennaio 2005, un incendio scoppiato presso la sala controllo di Chambers Street paralizzò sia la linea A che la linea C. Le valutazioni iniziali suggerivano che ci sarebbero voluti diversi anni per ripristinare completamente il servizio, per via della particolarità degli impianti danneggiati; tuttavia, in seguito, si riuscì a riparare l'apparecchiatura con dei ricambi disponibili e il normale servizio venne ripreso il successivo 21 aprile.
Nell'ottobre 2012, la linea fu duramente colpita dall'uragano Sandy; infatti, la linea IND Rockaway venne pesantemente danneggiata, costringendo a limitare le corse verso Far Rockaway o Rockaway Park presso Howard Beach. Il normale servizio fu ripreso il 30 maggio 2013; fino a quel momento, il servizio metropolitano nella penisola di Rockaway era garantito da una navetta gratuita tra Far Rockaway e Beach 90th Street, indicata con una H su sfondo blu.

## Il servizio
Come il resto della rete, la linea A Eighth Avenue Express è sempre attiva, 24 ore su 24. A seconda delle fasce orarie il servizio è così strutturato:
- Tra le 22.00 e le 24.00, la linea svolge un servizio locale lungo tutto il percorso. I capolinea sono 207th Street e Lefferts Boulevard o Far Rockaway ed i tempi di percorrenza sono di 1 ora e 30 minuti in direzione Lefferts Boulevard e di 1 ora e 50 minuti nell'altra. Le stazioni servite dalla linea sono in totale 62.[20]
- Tra le 0.00 e le 5.30, la linea continua a svolgere un servizio locale lungo tutto il percorso. I capolinea diventano 207th Street e Far Rockaway, con un tempo di percorrenza sempre di 1 ora e 50 minuti. Durante questa fascia oraria, la diramazione verso Lefferts Boulevard è servita da una navetta, denominata Lefferts Boulevard Shuttle, che collega le tre stazioni della diramazione alla stazione di Euclid Avenue.[nota 4][20]
- Tra le 5.30 e le 22.00, la linea svolge un servizio espresso a Manhattan e Brooklyn e un servizio locale nel Queens. I capolinea ritornano ad essere 207th Street e Lefferts Boulevard o Far Rockaway e i tempi di percorrenza sono di circa 1 ora e 10 minuti in direzione Lefferts Boulevard o di 1 ora e 30 minuti in direzione Far Rockaway. In totale le stazioni servite durante questa fascia oraria sono 40.[20]

Inoltre, durante le ore di punta dei giorni feriali, la linea effettua delle corse speciali che partono e terminano a Rockaway Park anziché a Far Rockaway.
Possiede interscambi con 23 delle altre 24 linee della metropolitana di New York, con la Port Authority Trans-Hudson, con i servizi ferroviari suburbani Long Island Rail Road e NJT Rail, con i treni extraurbani dell'Amtrak, con numerose linee automobilistiche gestite da MTA Bus, NJT Bus e NYCT Bus e con l'AirTrain JFK.

### Le stazioni servite
| Stazione                                                           |  | Interscambi con la metropolitana          | Altri Interscambi                   |
| ------------------------------------------------------------------ |  | ----------------------------------------- | ----------------------------------- |
| Tratta comune                                                      |  |                                           |                                     |
| Manhattan                                                          |  |                                           |                                     |
| Inwood-207th Street                                                |  |                                           | MTA Bus · NYCT Bus                  |
| Dyckman Street                                                     |  |                                           | MTA Bus · NYCT Bus                  |
| 190th Street                                                       |  |                                           | NYCT Bus                            |
| 181st Street                                                       |  |                                           | NYCT Bus                            |
| 175th Street                                                       |  |                                           | NJT Bus · NYCT Bus                  |
| 168th Street                                                       |  | 1 · C                                     | NYCT Bus                            |
| 163rd Street-Amsterdam Avenue                                      |  |                                           | NYCT Bus                            |
| 155th Street                                                       |  |                                           | NYCT Bus                            |
| 145th Street                                                       |  | B · C · D                                 | NYCT Bus                            |
| 135th Street                                                       |  |                                           | NYCT Bus                            |
| 125th Street                                                       |  | B · C · D                                 | NYCT Bus                            |
| 116th Street                                                       |  |                                           | NYCT Bus                            |
| Cathedral Parkway-110th Street                                     |  |                                           | NYCT Bus                            |
| 103rd Street                                                       |  |                                           | NYCT Bus                            |
| 96th Street                                                        |  |                                           | NYCT Bus                            |
| 86th Street                                                        |  |                                           | NYCT Bus                            |
| 81st Street-Museum of Natural History                              |  |                                           | MTA Bus · NYCT Bus                  |
| 72nd Street                                                        |  |                                           | MTA Bus · NYCT Bus                  |
| 59th Street-Columbus Circle                                        |  | 1 · 2 · B · C · D                         | MTA Bus · NYCT Bus                  |
| 50th Street                                                        |  | E                                         | NYCT Bus                            |
| 42nd Street-Port Authority Bus Terminal                            |  | 1 · 2 · 3 · 7 · C · E · N · Q · R · W · S | MTA Bus · NYCT Bus                  |
| 34th Street-Penn Station                                           |  | C · E                                     | LIRR · NJT Rail · Amtrak · NYCT Bus |
| 23rd Street                                                        |  | E                                         | NYCT Bus                            |
| 14th Street                                                        |  | C · E · L                                 | NYCT Bus                            |
| West Fourth Street-Washington Square                               |  | B · C · D · E · F · M                     | PATH · NYCT Bus                     |
| Spring Street                                                      |  | E                                         | NYCT Bus                            |
| Canal Street                                                       |  | C · E                                     | NYCT Bus                            |
| Chambers Street                                                    |  | 2 · 3 · C · E                             | PATH · MTA Bus · NJT Bus · NYCT Bus |
| Fulton Street                                                      |  | 2 · 3 · 4 · 5 · C · J · Z                 | NYCT Bus                            |
| Brooklyn                                                           |  |                                           |                                     |
| High Street                                                        |  | C                                         |                                     |
| Jay Street-MetroTech                                               |  | C · F · N · R                             | MTA Bus · NYCT Bus                  |
| Hoyt-Schermerhorn Streets                                          |  | C · G                                     | MTA Bus · NYCT Bus                  |
| Lafayette Avenue                                                   |  |                                           | NYCT Bus                            |
| Clinton-Washington Avenues                                         |  |                                           | NYCT Bus                            |
| Franklin Avenue                                                    |  | S                                         | NYCT Bus                            |
| Nostrand Avenue                                                    |  | C                                         | LIRR · NYCT Bus                     |
| Kingston-Throop Avenues                                            |  |                                           | NYCT Bus                            |
| Utica Avenue                                                       |  | C                                         | NYCT Bus                            |
| Ralph Avenue                                                       |  |                                           | NYCT Bus                            |
| Rockaway Avenue                                                    |  |                                           | NYCT Bus                            |
| Broadway Junction                                                  |  | C · J · L · Z                             | LIRR · NYCT Bus                     |
| Liberty Avenue                                                     |  |                                           | NYCT Bus                            |
| Van Siclen Avenue                                                  |  |                                           |                                     |
| Shepherd Avenue                                                    |  |                                           |                                     |
| Euclid Avenue                                                      |  | C                                         | MTA Bus · NYCT Bus                  |
| Grant Avenue                                                       |  |                                           | MTA Bus                             |
| Queens                                                             |  |                                           |                                     |
| 80th Street                                                        |  |                                           | MTA Bus                             |
| 88th Street                                                        |  |                                           |                                     |
| Rockaway Boulevard                                                 |  |                                           | MTA Bus                             |
| Diramazione verso Lefferts Boulevard                               |  |                                           |                                     |
| 104th Street                                                       |  |                                           | MTA Bus                             |
| 111th Street                                                       |  |                                           | MTA Bus                             |
| Ozone Park-Lefferts Boulevard                                      |  |                                           | MTA Bus                             |
| Diramazione verso Far Rockaway/Rockaway Park - Tratta comune       |  |                                           |                                     |
| Aqueduct Racetrack                                                 |  |                                           |                                     |
| Aqueduct-North Conduit Avenue                                      |  |                                           | MTA Bus                             |
| Howard Beach-JFK Airport                                           |  |                                           | MTA Bus · AirTrain JFK              |
| Broad Channel                                                      |  | S                                         | MTA Bus                             |
| Diramazione verso Far Rockaway                                     |  |                                           |                                     |
| Beach 67th Street                                                  |  |                                           | MTA Bus                             |
| Beach 60th Street                                                  |  |                                           | MTA Bus                             |
| Beach 44th Street                                                  |  |                                           | MTA Bus                             |
| Beach 36th Street                                                  |  |                                           | MTA Bus                             |
| Beach 25th Street                                                  |  |                                           |                                     |
| Far Rockaway-Mott Avenue                                           |  |                                           | MTA Bus                             |
| Diramazione verso Rockaway Park (servizio solo nelle ore di punta) |  |                                           |                                     |
| Beach 90th Street                                                  |  | S                                         | MTA Bus                             |
| Beach 98th Street                                                  |  | S                                         | MTA Bus                             |
| Beach 105th Street                                                 |  | S                                         | MTA Bus                             |
| Rockaway Park-Beach 116th Street                                   |  | S                                         | MTA Bus                             |

## Il materiale rotabile
Sulla linea A vengono utilizzate 296 carrozze R46, 20 carrozze R32 e 8 carrozze R68A. Le 296 carrozze R46 sono assemblate in 37 treni da 8 carrozze, mentre le carrozze R32 e R68A sono assemblate rispettivamente in 2 treni e 1 treno. Il deposito assegnato alla linea è quello di Pitkin.